# 北區足球會
北區足球會（North District Football Club，簡稱北區），是香港一支地區足球隊。北區足球會現時在香港超級聯賽角逐，並獲得高力集團作為冠名贊助商，以「高力北區」（英語：Golik North）名義參賽。  

## 球隊歷史
香港足球總會依照荷蘭足球顧問報告，與全香港各區區議會合作，於2002年成立香港丙組(地區)聯賽，首屆賽事只有11個區議會派隊參賽，加上香港學界及香港08共13隊參賽，翌屆全香港18個區議會均有派隊。
2008–2009年香港丙組(地區)聯賽，北區足球會以14戰1勝3和10負只得6分成績，在15支球隊中獲得第14名。其後在丙組榜末附加賽，雖然最後一場被瑞聯以4：0擊敗，但仍以3戰2勝1負成績，名列第二，逃過被淘汰命運。
2009–2010年，北區足球會以13戰4勝3和6負得15分，獲得香港丙組(地區)聯賽第8名。
2010–2011年，北區足球會有何錦培與梁志榮兩名前甲組球員助陣，惟成績只是平平，全季20戰7勝2和11負得23分，在香港丙組(地區)聯賽11支球隊中排第八名。

### 球隊近況
香港足球總會於2012–2013年度球季，重組丙組聯賽，並復辦丁組聯賽。在上一屆香港丙組(地區)聯賽，北區雖在尾三輪賽事中迫和榜首的荃灣，但仍然以14戰2勝2和10負只得8分，在8支球隊中排包尾，故需降落丁組聯賽角逐。
2013年，港超聯成立，北區隨同其他丁組球會轉入2014–15年香港丙組聯賽，
並於2016-17球季開始冠名高力北區參賽，最終於2017-18球季成功以丙組冠軍身份升上乙組聯賽。2018–19球季成功以乙組冠軍身份升上甲組聯賽。
2019–2020年球季，7月公佈簽入前鋒楊子杰。8月公佈簽入前鋒葛祖威。9月為加強後防實力，簽入巴西外援艾迪臣。
2020–2021年球季，高力北區以第二名完成甲組聯賽。
2021–2022年球季、北區足球會在2021年8月31日正式開操。北區簽入中堅法圖斯及中場球員羅俊仁。同年6月舉行的香港甲組聯賽盃以A組首名出線，惟於準決賽以1：2不敵深水埗，季軍戰以2：1擊敗沙田取得季軍。
2022–2023年球季，北區取得甲組聯賽季軍，並入信申請升班港超聯。6月22日獲足總確認比賽資格。

### 首次升上港超聯賽(2023年一至今)
2023年7月中，開操並公佈新一季班底。上季教練團蔡仲賢、張耀聰、林曉峰離開。委任何國泉成為球會副總監兼龍門教練、梁志榮擔任主教練、鮑家耀續任助教、羅敏聰擔任體能教練、隊中球員由龍門張桂華及前鋒蘇啟浚留隊、其他大部份球員轉會。簽入應付來季球員包括龍門林駿杰、龍門湯振雄、後衛何浚皓、右閘張俊軒、左閘韋健豪、中堅葉卓文、右翼羅曉聰、右翼尤朗、防守中場周家樂、防守中場何振廷、防守中場陳浩嘉、中場林樂勤、防守中場劉君正、中場戴子軒、前鋒羅港威、前鋒黃偉國，前鋒王力威，中鋒朱偉鈞。
8月13日，均業建築集團承諾贊助北區足球會三個球季。並委任何振廷為球隊隊長、林樂勤、蘇啟浚為副隊長。
8月19日，均業北區雖然曾在67分鐘一度失守，但戰至90分鐘憑馬圖斯在禁區一射破網，為球隊追和晉鋒，取得在隊史在港超聯的第一分。
2024–2025年球季，均業北區有好的開始，8月31日於主場北區運動場面對傑志的港超聯賽，球隊在先失兩球的情況下，在5分鐘內憑隊長肯迪和新外援舒拉普各入一球，最終和傑志以2:2打成平手。舒拉普獲選為本次比賽最佳球員。
2024年12月31日，球會公佈鑒於原冠名贊助商自賽季初至今未能履行贊助承諾，因此球會將恢復使用「北區」之名參與後續所有港超聯賽及U22聯賽的相關賽事，申請已獲足總董事會批准將於2025年1月16日生效。同時，主客場球衣也會重新設計，刪去「均業建築」標誌，會長張玉其即日起終止職務。
2025年1月8日，北區宣布由陳志康接替鮑家耀出任主教練，後者將轉任技術總監。
2025年4月5日，北區作客旺角大球場，在上半場先失一球情況下, 下半場憑肯迪兩個入球以2:1反勝傑志。這是北區首次在港超聯賽賽事擊敗傑志，並迎來球隊在港超聯首次三連勝。一周後，北區在北區運動場主場3比1擊敗港會，為球隊帶來在港超聯四連勝。
2025年8月初去泰國集訓、並宣佈加盟新外援及華人球員、包括卡路士、李瀚灝、黃浩然、曾俊軒等球員。8月16日，球會獲高力集團冠名贊助，將再次以「高力北區」名義參賽。宣佈八百萬班費、目標前五名、衝擊一個盃賽冠軍。

## 球隊主場
- 港超比賽(北區運動場)
- 一隊及練波(北區運動場)
- 青年軍及練波(古洞運動場)
- 甲組聯賽(粉嶺遊樂場)

## 球會榮譽
| 榮譽                       | 次數        | 年度        |
| 本 土 聯 賽                | 本 土 聯 賽 | 本 土 聯 賽 |
| -------------------------- | ----------- | ----------- |
| 香港乙組聯賽               | 1           | 2018–2019   |
| 香港丙組聯賽               | 1           | 2017–2018   |
| 本 土 盃 賽                |             |             |
| 全港運動會（五人足球）金牌 | 1           | 2017年      |

## 球隊名字以及冠名變遷
| 年度                | 球隊中文名稱 | 球隊英文名稱            |
| ------------------- | ------------ | ----------------------- |
| 2002–2016年         | 北區         | North District          |
| 2016年–2023年       | 高力北區     | Golik North District    |
| 2023年–2024年12月   | 均業北區     | Kwan Yip North District |
| 2025年1月-2025年7月 | 北區         | North District          |
| 2025年8月–          | 高力北區     | Golik North District    |

## 職球員名單

### 管理層名單
- 民政事務署代表：卓穎然
- 區議會代表：劉國勳
- 球會永遠榮譽會長：彭德忠
- 球會會長：彭蘊萍
- 球會副會長：
- 球會總監：朱恩熲
- 球會主席：朱浩賢
- 球會秘書長：姚銘
- 球會贊助商：高力集團、華潤怡寶、朗力集團、豐創企業、24/7 Fitness
- 球衣贊助商：卡爾美

### 職員名單
- 主教練：陳志康
- 助理教練：冼家裕，譚朗明
- 體能教練：鄭世洺
- 守門員教練：何國泉
- 球隊管理：鄒浩楠
- 技術總監：鮑家耀
- 球會行政主任：張淑華
- 球會行政助理：陳家欣

### 球員名單( 2025年一2026年）
| 球員註冊類別 | 球員註冊類別     |
| ------------ | ---------------- |
|              | 外援             |
|              | 多重國籍本地球員 |
|              | U-22青年球員     |

| 號碼     | 國籍     | 球員名字                                        | 出生日期       | 加盟年份 | 前效力球會     | 球員註冊身份 | 備註     |
| 守 門 員 | 守 門 員 | 守 門 員                                        | 守 門 員       | 守 門 員 | 守 門 員       | 守 門 員     | 守 門 員 |
| -------- | -------- | ----------------------------------------------- | -------------- | -------- | -------------- | ------------ | -------- |
| 1        | 香港     | 鍾凱文（Chung Hoi Man, "Ma-Wan"）               | 2003年1月2日   | 2025年   | 東方           |              | 外借加盟 |
| 19       | 香港     | 湯振雄（Tong Chun Hung）                        | 2005年10月2日  | 2023年   | 晉峰青年軍     | U-22青年球員 |          |
| 63       | 香港     | 李瀚灝（Li Hon Ho）                             | 1986年7月14日  | 2025年   | 九龍城         |              | 新加盟   |
| 後 衛    |          |                                                 |                |          |                |              |          |
| 2        | 香港     | 波比（"Bobby" Kiranbir Singh）                  | 1998年9月27日  | 2024年   | 深水埗         |              |          |
| 3        | 香港     | 黃俊皓（Wong Chun Ho）                          | 1990年5月31日  | 2025年   | 理文           |              | 新加盟   |
| 4        | 巴西     | 丹尼路（Danilo Santos Mariano）                 | 1993年2月3日   | 2025年   | Murici         | 外援         |          |
| 5        | 哥伦比亚 | 卡路士（Carlos Andrés Páez Rivera）             | 1998年6月22日  | 2025年   | 自由身         | 外援         | 新加盟   |
| 6        | 香港     | 曾俊軒（Tsang Chun Hin）                        | 2005年1月14日  | 2025年   | 港會           | U-22青年球員 | 新加盟   |
| 15       | 香港     | 黃浩然（Wong Ho Yin,"Andy"）                    | 1998年6月12日  | 2025年   | 冠忠南區       |              | 新加盟   |
| 33       | 香港     | 蕭世充（Siu Sai Chung）                         | 2006年12月5日  | 2023年   | 傑志青年軍     | U-22青年球員 |          |
| 中 場    |          |                                                 |                |          |                |              |          |
| 10       | 香港     | 羅曉聰（Law Hiu Chung）                         | 1995年6月10日  | 2023年   | 香港U23        |              |          |
| 14       | 香港     | 何振廷（Ho Chun Ting,"Justin"）                 | 1998年12月18日 | 2023年   | 傑志           |              |          |
| 20       | 巴西     | 卡迪（Kayke David Pereira）                     | 2003年1月22日  | 2025年   | Nova Iguaçu-RJ | 外援         | 新加盟   |
| 22       | 哥伦比亚 | 艾路保利達（Yilber Arboleda）                   | 1999年1月13日  | 2025年   | 自由身         | 外援         | 新加盟   |
| 29       | 香港     | 簡嘉亨（Jahangir Khan）                         | 2000年10月3日  | 2024年   | 港會           |              |          |
| 32       | 哥伦比亚 | 艾利安（Elian David Villalobos Miranda）        | 2000年1月6日   | 2025年   | 科爾多瓦美洲獅 | 外援         |          |
| 前 鋒    |          |                                                 |                |          |                |              |          |
| --       | 香港     | 李俊霆（Li Chun-Ting）                          | 2004年8月19日  | 2024年   | 永義           | U-22青年球員 |          |
| 7        | 香港     | 袁世傑（Yuen Sai Kit）                          | 1999年12月19日 | 2025年   | 九龍城         |              | 新加盟   |
| 8        | 巴西     | 雲尼素斯（Vinicius Soares dos Santos）          | 2001年4月12日  | 2025年   | 自由身         | 外援         | 新加盟   |
| 9        | 香港     | 羅港威（Lo Kong Wai）                           | 1992年6月19日  | 2023年   | 深水埗         |              | 隊長     |
| 11       | 巴西     | 古杜拉（Weverton Guilherme Constâncio Pereira） | 2001年9月9日   | 2024年   | Parintins FC   | 外援         |          |
| 18       | 香港     | 戴子軒（Dai Tsz Hin Marcus）                    | 2005年1月3日   | 2023年   | 傑志           | U-22青年球員 |          |
| 73       | 香港     | 黃偉國（Wong Wai Kwok, "K"）                    | 1999年5月20日  | 2023年   | 晉峰           |              |          |
| 94       | 哥伦比亚 | 迪亞高（Diego Ferney Abadia Garcia）            | 1999年5月1日   | 2025年   | 自由身         | 外援         | 新加盟   |

### 外借球員（2025–2026球季）
| 國籍 | 球員名字 | 位置 | 出生日期 | 加盟球會 |
| ---- | -------- | ---- | -------- | -------- |

### 離隊球員（2025–2026球季）
| 國籍                       | 球員名字                              | 位置       | 出生日期       | 加盟球會   |
| 夏季轉會窗                 | 夏季轉會窗                            | 夏季轉會窗 | 夏季轉會窗     | 夏季轉會窗 |
| -------------------------- | ------------------------------------- | ---------- | -------------- | ---------- |
| 巴西                       | 肯迪（Kendy Renato Ikegmi Leira）     | 中場       | 1999年1月6日   | 傑志       |
| 香港                       | 龐焯熙（Pong Cheuk Hei）              | 守門員     | 2004年1月31日  | 傑志       |
| 巴西                       | 舒拉普（Matheus Chulapa）             | 前鋒       | 2001年4月20日  | 冠忠南區   |
| 巴西                       | 基拿美（Guilherme Kayron）            | 後衛       | 2003年1月14日  | 東區       |
| 香港                       | 張桂華（Cheung Kwai Wa）              | 守門員     | 2004年4月7日   | 九龍城     |
| 香港                       | 葉卓文（Yip Cheuk Man, "Matthew"）    | 後衛       | 2001年10月12日 |            |
| 香港                       | 彭軍凡（Singh Pansotra）              | 後衛       | 1997年11月9日  |            |
| 香港                       | 韋健豪（Marco Wegener, "Wai Kin Ho"） | 後衛       | 1995年8月15日  | 標準流浪   |
| 香港                       | 黃靖然（Wong Ching In, "Samuel"）     | 後衛       | 2004年1月13日  |            |
| 香港                       | 凌栢賢（Ling Pak-Yin）                | 後衛       | 2004年8月20日  |            |
| 香港                       | 鄭宇稀（Cheng Yu Hei Jeffery）        | 中場       | 2006年2月1日   |            |
| 英格兰                     | 班哲文（Benjamin Tandy Ortega）       | 中場       | 2004年2月29日  | 退役       |
| 香港                       | 劉君正（Lau Kwan Ching, "Jeffrey"）   | 中場       | 2002年5月15日  | 東方       |
| 香港                       | 吳栢希（Ng Pak-Hei）                  | 前鋒       | 2003年1月21日  |            |
| 非轉會窗時期(夏季轉會窗後) |                                       |            |                |            |
| 冬季轉會窗                 |                                       |            |                |            |
| 非轉會窗時期(冬季轉會窗後) |                                       |            |                |            |

## 歷任主席
- 朱浩賢(2016年一至今)

## 歷任主教練
- 陳志康(2025年ㄧ)
- 鮑家耀(2024年一2025年)
- 梁志榮(2023年一2024年)
- 蔡仲賢(2020年一2023年)

## 曾效力球員

### 本地球員
| 法圖斯 | 艾華   | 黃志聰 | 蕭俊銘 | 羅俊仁 | 林樂勤 | 林駿杰 |
| 張俊軒 | 何浚皓 | 周家樂 | 陳浩嘉 | 朱偉鈞 | 尤朗   | 蘇啟浚 |
| 陳曜燃 | 李昀洛 | 王力威 | 陳鴻耀 | 韋健豪 | 葉卓文 | 龐焯熙 |
| 張桂華 | 劉君正 | 鄭宇稀 | 黃靖然 | 吳栢希 | 凌栢賢 | 彭軍凡 |

### 外援球員
| 泰亞高   | 馬圖斯 | 韋法頓 | 伊泰路 | 柏度   | 柏度哥斯達 |
| 肯迪     | 舒拉普 | 基拿美 | 陳灝   | 班哲文 | 費利皮爾   |
| 卡爾特納 | 李旻宇 |        |        |        |            |

## 資料來源
1. ↑  丙組「地區聯賽」開幕 （页面存档备份，存于），《蘋果日報》
2. ↑  .   [2010-11-07]. （原始内容存档于2012-10-22）.
3. ↑  屯門全季不敗丙組稱王[永久]《大公報》
4. ↑  .   [2010-11-07]. （原始内容存档于2010-04-19）.
5. ↑  黃興桂率荃灣提早封王 （页面存档备份，存于），《東方日報》
6. ↑  2011/12丙組地區聯賽積分表
7. ↑  港超聯　陳志康出山！接任均業北區主教練 （页面存档备份，存于） on.cc 2024年01月08日

## 外部連結
- 北區足球會的Facebook專頁
- 北區足球會的Instagram帳戶
- YouTube上的北區足球會頻道